# Pan Daijing
Pan Daijing (Guiyang, 1991) is een Chinese muzikante en componiste.
Pan Daijing werd geboren in 1991 in China en emigreerde in 2016 naar Berlijn. Ze is autodidact en haar werk omvat diverse genres, van noise, industriële soundscapes en techno tot opera en ze gebruikt daarbij diverse disciplines: theater, dans, cinema, installaties, improvisatie en poëzie. Ze heeft onder andere opgetreden tijdens Le Guess Who?, in Muziekgebouw, De Brakke Grond, Vooruit en Tate Modern.